# Staffhorst
Staffhorst (niederdeutsch Staaste) ist eine Gemeinde im Landkreis Diepholz in Niedersachsen. Sie gehört der Samtgemeinde Siedenburg an, die ihren Verwaltungssitz im Flecken Siedenburg hat.

## Geografie
Staffhorst liegt zwischen dem Naturpark Wildeshauser Geest und dem Naturpark Steinhuder Meer ungefähr in der Mitte zwischen Siedenburg, Asendorf, Wietzen und Borstel in der Nähe von Sulingen.
Das Gemeindegebiet besteht aus den vier Gemeindeteilen Staffhorst und Dienstborstel sowie Harbergen und Üpsen.

## Geschichte
Das Kirchdorf Staffhorst erscheint urkundlich erstmals 1069. Der alte Siedlungsname Staffhorst stammt aus vorkarolingischer Zeit, also in die sächsische Zeit vor Karl dem Großen. Vermutlich hat er in Staffhorst einen Freihof anlegen lassen. Mit seiner Verkehrslage westlich von Nienburg an der Weser, der Forstgeschichte und anhand der Siedlungsnamen ist es wahrscheinlich, dass die Örtlichkeit Sitz eines karolingischen Freigerichts gewesen ist.
Zur Herkunft des Namens Staffhorst: Das Grundwort Horst mit der ursprünglichen Bedeutung Strauchwerk ist sehr alt und wurde als hyrst bereits unter den Angelsachsen heimisch, die ab dem 5. Jahrhundert nach Großbritannien ausgewandert waren. Wahrscheinlich ist, dass sich das Bestimmungswort Staff von Stab, Pflock, Pfosten, Pfeiler, Pfahl ableitet. Dies könnte schon zu sächsischer Zeit einen Gerichtspfahl bestimmt haben. Dafür spricht auch die Lage des Orts am Kreuzpunkt  verschiedener Grenzen und Altstraßen. Staffhorst lag bis zum Ende des Mittelalters am uralten Volkweg (niederdeutsch Folcwech), der die Niederlande und das Emsland mit weiten Teilen Norddeutschlands verbunden hat.
Das Kirchspiel Staffhorst wurde zu einem unbekannten Zeitpunkt vom größeren Sprengel Asendorf abgespalten. Spätestens gegen 1100 legten die Herren von Staffhorst eine Turmhügelburg in der Niederung unweit der Kirche an. Mithilfe des Lidar-Projektes des Niedersächsischen Landesamtes für Denkmalpflege konnten die Spuren dieser Motte und des zugehörigen Mühlenteichs bestimmt werden.
Im 13. Jahrhundert verließen die dem nichtfürstlichen Adel angehörenden Ritter von Staffhorst ihren Stammsitz und gaben ihre Unabhängigkeit auf. Sie verdingten sich zunächst als Burgmannen beim Grafen Ludolf von Oldenburg-Bruchhausen in Altbruchhausen (heute: Bruchhausen-Vilsen). Von dort aus beteiligten sie sich vermutlich am Stedingerkrieg zwischen dem Erzbistum Bremen und der Stedinger Bauernrepublik (1233/34) auf der Seite Bremens: Denn kurz danach werden drei Brüder, die Ritter Albero und Heinrich I. sowie der Knappe Dietrich II. von Staffhorst in einer Lehensurkunde des Bremer Wilhadistifts erwähnt. Auch später erhielten die Staffhorster reiche Lehen bei Altbruchhausen, Weseloh, Engeln, Osterloh bei Syke, Dahlhausen bei Hilgermissen, in Mellinghausen und Sulingen.
Die Linien der Grafen von Oldenburg-Bruchhausen in Alt- und Neubruchhausen erloschen Mitte des 14. Jahrhunderts und fielen dann an die Grafen von Hoya. Zu diesen wechseln die Staffhorster Ritter als Burgmannen  und erhalten von ihnen auch weitere Lehen. Zur gleichen Zeit ist aber auch seitens der Staffhorster der Verkauf der Mühle und des Meierhofes in Staffhorst an die Grafen von Hoya nachgewiesen.
Schließlich ist aus einem Lehnsbrief des Welfenherzogs Georg Wilhelm von Braunschweig-Lüneburg von 1666 zu ersehen, mit welchen Lehnsstücken insgesamt die Herren von Staffhorst belehnt worden waren. Zu diesem Zeitpunkt ist aber ein Besitz der Staffhorster im Kirchspiel Staffhorst schon nicht mehr nachzuweisen.

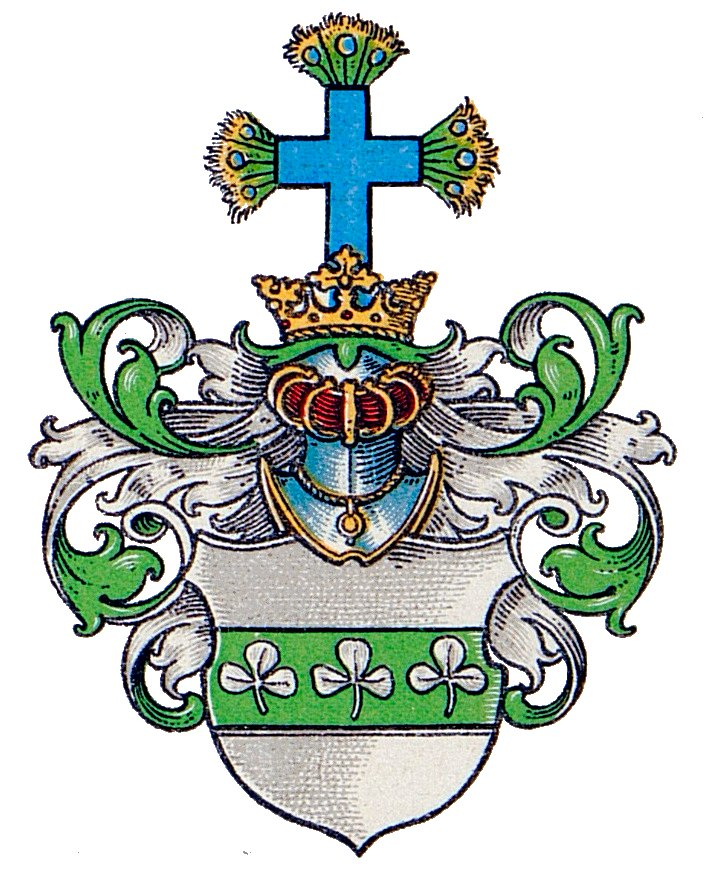
Wappen derer von Staffhorst

In der Staffhorster Familiengeschichte ist der kurhannoversche Verwaltungsbeamte Johann Friedrich von Stafffhorst (1653–1730) von besonderer Bedeutung.
Das Geschlecht erlosch in männlicher Linie mit dem Tod des Vizeoberstallmeisters der Grafschaft Hoya Carl August von Staffhorst (* 23. Juli 1754, † 1815) in Hoya.
Nach dem Aussterben der Grafen von Hoya 1582 fiel Staffhorst an die Welfen von Braunschweig-Lüneburg. Der Dreißigjährige Krieg griff mit seinen Verheerungen – insbesondere durch die Belagerung von Nienburg/Weser durch Tilly – ab 1624 auch auf Staffhorst über. Auch dänische und schwedische Truppen waren beteiligt.
In der nachnapoleonischen Zeit und nach dem Wiener Kongress 1814/15 gehörte der Ort zum Königreich Hannover. Ab 1831 konnten sich die Staffhorster Bauern durch das Ablösungsrecht von den alten Verpflichtungen der Leibeigenschaft freikaufen. 1866 wurde der Ort mit dem Königreich preußisch. Staffhorst wurde dem Kreis Nienburg zugeordnet – vermutlich deshalb, weil die Bürger in welfischer Zeit zuletzt ihre Abgaben an das Amt Nienburg gezahlt hatten.
Dies änderte sich erst 1974 mit der Gebiets- und Kreisreform. Seitdem gehört Staffhorst als selbstständige Gemeinde der Samtgemeinde Siedenburg und dem Landkreis Diepholz an.
2015 belegte die Gemeinde Staffhorst bei „Unser Dorf hat Zukunft“ den ersten Platz in der Kategorie Weiler und Bauernschaften.

## Eingemeindungen
Am 1. März 1974 wurde die Nachbargemeinde Dienstborstel eingegliedert.

## Politik

### Gemeinderat und Bürgermeister
Der Gemeinderat aus Staffhorst setzt sich aus sieben Ratsfrauen und Ratsherren zusammen.
- FWG: sechs Sitze
- Einzelwahlvorschlag Hastrup-Kiil, Elisabeth: ein Sitz

(Stand: Kommunalwahl am 12. September 2021)
Der ehrenamtliche Bürgermeister Torsten Güber wurde am 4. November 2021 gewählt.

### Wappen
Wappenbeschreibung: „In einem halb geteilten und durch einen schwarzen Faden gespaltenen Schild heraldisch rechts oben in Grün drei schrägrechts balkenweise gestellte dreiblättrige goldene Kleeblätter, unten in Gold eine aufrechte, mit Brustfell verbundene rot bewehrte schwarze Bärentatze, hinten in Rot ein goldener Kirchturm.“

## Kultur und Sehenswürdigkeiten

### Theater
In Staffhorst gibt es jährlich Theatervorführungen der örtlichen plattdeutschen Theatergruppe.

### Bauwerke

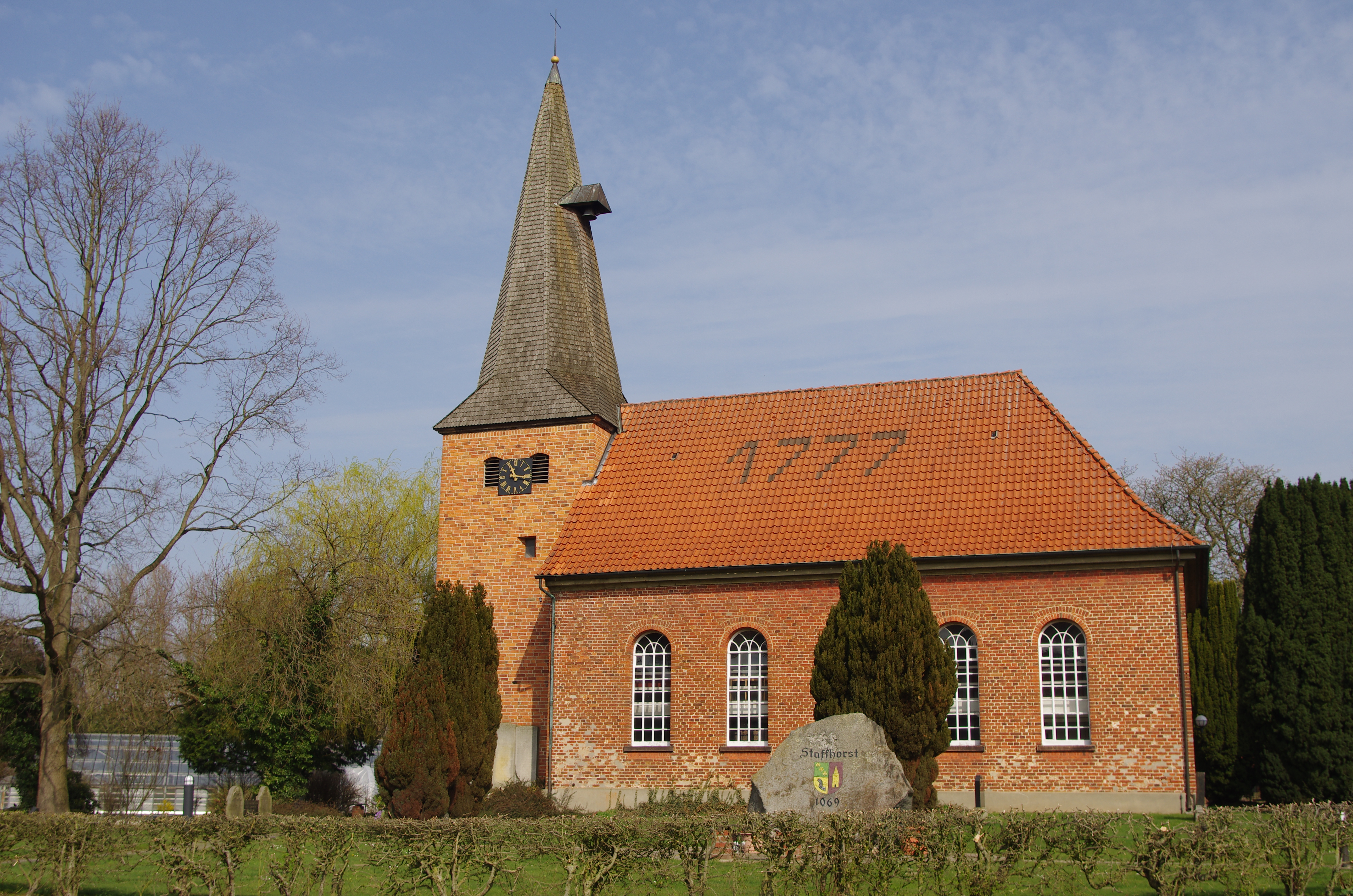
Die ev.-luth. Kirche in Staffhorst mit dem im Ziegeldach eingelassenen Hinweis auf das Errichtungsjahr 1777

- In der Liste der Baudenkmale in Staffhorst  sind zwölf Baudenkmale aufgeführt, darunter die Kirche, deren Ursprünge bis ins späte 13. Jahrhundert zurückverfolgt werden können.
- Das ehemalige Freibad ist nun der Löschwasserteich der Freiwilligen Feuerwehr. Auf alten Postkarten ist es in seiner alten Funktion zu erkennen.

### Sport
Sportveranstaltungen werden in Staffhorst vor allem von der Freiwilligen Feuerwehr und dem SV Staffhorst organisiert. Die Jugendfußballmannschaften des Vereins sind in die ortsübergreifende Spielvereinigung SBS Kickers eingegliedert und spielen in den Orten Siedenburg, Borstel, Mellinghausen, Harbergen und Staffhorst. Neben den Fußballmannschaften im SV Staffhorst gibt es noch eine Tischtennissparte und andere Aktivitäten wie Nordic Walking, Rückenschule und die Abnahme des Sportabzeichens. Aus der Fußballabteilung des SV Staffhorst stammt der U-19- und U-21-Nationalspieler Jan Rosenthal (* 1986), der für Hannover 96, SC Freiburg, Eintracht Frankfurt und Darmstadt 98 spielte bzw. spielt.

### Regelmäßige Veranstaltungen
Neben einem Schützenfest, einem Erntefest und einer siebentägigen Sportwerbewoche findet ein „Irish-Open-Air“-Abend in der Gaststätte Wolters alljährlich am ersten Samstag im August statt. Die Veranstaltung wird auch von internationalen Gästen besucht.

## Wirtschaft und Infrastruktur
Im Ort gibt es mehrere Unternehmen, wie Dachdeckerei, Tischlerei und einen Busbetrieb, der die ÖPNV-Anbindung der Gemeinde an die umliegenden Orte Asendorf, Bruchhausen-Vilsen, Nienburg/Weser und Sulingen sicherstellt.